# Hagop I (ormiański patriarcha Konstantynopola)
Hagop I (ur. ?, zm. ?) – w latach 1563–1573 9. ormiański Patriarcha Konstantynopola.